# Douglas Pratt
George Douglas Pratt (geb. 7. März 1949) ist ein neuseeländischer Religionswissenschaftler und internationaler Experte für Prozesstheologie und den inter-religiösen Dialog.

## Biographie, kirchliche und akademische Laufbahn
Pratt wurde in Birkenhead, Auckland als Kind englischer Eltern geboren und besuchte dort das Northcote Intermediate und das Northcote College. 1972 erwarb Pratt einen Baccalaureus (BA) Abschluss in Philosophie der Universität von Auckland und 1976 einen Magister Artium (MA) Abschluss in Philosophie, 1979 sodann ein BD (Baccalaureate in Divinity) in Systematischer Theologie der Universität von Otago in Dunedin. 7 Jahre lang arbeitete er darauf als Methodistischer Priester in verschiedenen Gemeinden.
1984 folgte ein Doktorat in Systematischer und Philosophischer Theologie über den Gottesbegriff der Prozesstheologie von John Macquarrie und Charles Hartshorne der schottischen Universität St. Andrews. Von 1984 bis 1987 war Pratt ökumenischer Universitätskaplan an der Waikato University. 1998 empfing Pratt auch eine Anglikanische Priesterweihe und war bis 2003 als Kanoniker (Stiftsherr) in der Diözese Waikato und Taranaki tätig. Auch während seiner Zeit in der Schweiz vertrat er die Anglikanische Kirche in dieser Funktion in der Archdeaconry of Switzerland.
Eine weitere Doktorarbeit über den interreligiösen Dialog erwarb Pratt 2009 im Fachbereich Ökumene/Kirchengeschichte des australischen Melbourne College of Divinity. Die Arbeit basierte auf seiner jahrzehntelangen praktischen und theoretischen Arbeit im Bereich des jüdisch-christlichen und des christlich-islamischen Dialogs.
2004 schloss Pratt seine systematischen Deutsch-Studien mit einem weiteren Baccalaureus Abschluss ab, um im deutschsprachigen Raum besser forschen und lehren und aktiver am interreligiösen Dialog teilnehmen zu können. Eine Anzahl seiner Veröffentlichungen, z. B. über den christlich-islamischen Dialog, sind auch ins Deutsche übersetzt.
Von 1988 bis 2018 war Pratt zunächst Dozent, sodann Associate Professor und schließlich Professor an der University of Waikato. 2018 wurde er zum Honorary Professor (Professor ehrenhalber) der University of Auckland ernannt.
Pratt nahm zahlreiche Gastprofessuren und internationale Forschungs- und Lehraufträge wahr. Darunter ein Forschungsstipendium am Ripon College Oxford und eine Gastdozentur an der Theologischen Fakultät der Universität von Oxford (2005-6), ein Fulbright-Stipendium an der Georgetown University in Washington, DC (2010) und eine Gastprofessur an der Christ-Katholischen Fakultät der Universität Bern (2011), ein Forschungsstipendium am Forschungszentrum für Internationale und Interdisziplinäre Theologie (FIIT) der Ruprecht-Karls-Universität, Heidelberg (2010 und 2012) sowie eine Visiting Fellowship an der Peking-Universität in China.
Zudem war Pratt von 2002 bis 2018 der neuseeländische Beauftragte des UNESCO Chair in Intercultural and Interreligious Relations – Asia, Pacific (Arbeitsbereich der UNESCO für interkulturelle und interreligiöse Beziehungen im asiatisch-pazifischen Raum). Von 2010 bis 2012 war er Präsident der Australischen Gesellschaft zur Erforschung der Religionen (Australian Association for the Study of Religions). 2019 wurde er zum Fellow der Royal Historical Society (London) und der Royal Asiatic Society (ebenfalls London) ernannt.
Pratt ist auch als (Mit-)Herausgeber einer Reihe von theologischen Fachzeitschriften tätig. Hierzu zählen Interreligious and Oecumenical Issues, das Journal for the Academic Study of Religion sowie Studies in Interreligious Dialogue.
Nach seinem Ruhestand ist Pratt weiterhin als assoziierter Professor an der Theologischen Fakultät der Universität Bern und als Honorary Senior Research Fellow und Leiter der Arbeitsgruppe Christlich-Islamische Beziehungen der Universität Birmingham tätig. Zudem ist er mit der University of Fiji und der University of St. Andrews in Schottland assoziiert.

## Theologie
Seit Beginn seiner theologischen Forschung begleitet Pratt die Prozesstheologie mit kritischer Solidarität. Mit Macquarrie und Hartshorne geht er davon aus, dass die alten kirchengeschichtlichen Vorstellungen und Dogmen eines omnipotenten, aus einem metaphysischen Jenseits operierenden oder observierenden Gottes mit Entwicklungen in der modernen Geschichte und auch mit der Frage der Theodizee nicht sinnvoll zu vereinbaren sind. Pratt sieht Gott daher nicht als statische, platonische Idee, sondern vielmehr als in den Weltprozess, vor allem die menschliche Geschichte, also in einen inter-aktiven Prozess involviert. Dieser Prozess zeichnet sich durch naturgeschichtliche, historische, kulturelle, linguistische und weltanschauliche Vielfältigkeit aus. Das Eschaton dieses Weltprozesses zielt von Gott aus auf Gerechtigkeit, Frieden und Bewahrung und Entwicklung der Schöpfung und kann sich dabei an beispielhaften Personen und deren Interaktionen wie Jesus Christus, Franziskus von Assisi oder Mutter Teresa orientieren. Das göttliche Sich-Einlassen auf die Welt geschieht in vollständiger Solidarität mit den Geschöpfen, es ist daher auch dem Leiden der Menschen zutiefst verbunden. In der Passion und Auferstehung Jesu Christi erhält dieser inter-aktive Prozess auch eine soteriologische Dimension.
Die Vorstellung, dass Geschichte von Gott als heilsgeschichtlicher Prozess in wechselseitigen Beziehungen angelegt ist und sich bestenfalls in freundschaftlicher Dialogizität und gemeinsamer Verantwortung entfaltet, prägt auch Pratt’s Arbeiten zur Ökumene und zum inter-religiösen Gespräch. Auch hier sieht er eine inter-aktive Vielfalt am Werk, die verstanden und genutzt werden kann, um statische Modelle des Fremden und Anderen und damit verbundene Vorurteile zu überwinden. So argumentiert Pratt, dass es schon aus geschichtlichen und geo-kulturellen Gründen wenig Sinn ergibt, von ‘dem’ Islam oder ‘dem’ Christentum zu sprechen, da die großen Glaubensgemeinschaften in sich differenziert sind und sich oft intern beinahe ebenso stark unterscheiden wie extern von anderen religiösen Großgruppen. Pratt plädiert daher im inter-religiösen Gespräch für Pluralismus. Statische und monologische Theologie neigen zu inter-religiöser Unduldsamkeit oder zu Extremismus. Für den inter-religiösen Dialog bedeutet dies, im Gespräch nicht von hermetischen dogmatischen Positionen des Gesprächspartners auszugehen, sondern ähnliche und unterschiedliche Auffassungen im wechselseitigen Fragen und Hören zu konkreten religiösen oder sozio-kulturellen Themen zu erkunden. Dies setzt Toleranz und eine solide Kenntnis der eigenen religionsphilosophischen Traditionen voraus. Inter-religiöses Gespräch und inter-aktives Handeln sind nach Pratt im Prinzip ergebnisoffen. Sie sind ein fortwährender Prozess: „Der Dialog ist niemals abgeschlossen; er ist notwendig fortlaufend, denn Beziehungen gedeihen nur in der Beständigkeit des Dialogs. Wird der Dialog abgebrochen, aus welchem   Grund auch immer, verkümmern die Beziehungen; Gelegenheiten zum gemeinsamen Engagement zur Vertiefung von Wissen, Verständnis und der Möglichkeit zur gegenseitigen Korrektur gehen verloren.“ Ziel des inter-religiösen Dialogs ist daher auch nicht von vornherein ein völliges Einverständnis oder das Vorenthalten kritischer Anfragen. Die eigene Glaubensidentität kann jedoch durch den Dialog geläutert und profiliert werden; aus seiner christlichen Perspektive formuliert es Pratt so: „Der interreligiöse Dialog mindert nicht unsere Glaubensidentität; sondern erfordert geradezu, dass wir noch intensiver über sie nachdenken, und sie stärken und verfeinern. Dialogische Glaubenstreue ist nicht nur möglich; sie ist eine bewährte und lebendige Option, welche die christliche Identität stärkt “ In einem Habermas’schen Kontext von gewaltfreier Kommunikation wird im Idealfall ein Anerkennen oder sogar eine Würdigung und eine verantwortliche Zusammenarbeit unter den inter-religiösen Gesprächspartner möglich.

## Werke (Auswahl)

### Bücher
- Religion: a first encounter. Longman Paul, Auckland 1993
- Relational Deity: Hartshorne and Macquarrie on God. University Press of America, Lanham, MD 2002
- Rethinking Religion: Exploratory Investigations. ATF Press, Adelaide 2003
- The Challenge of Islam: Encounters in Interfaith Dialogue. Ashgate, Aldershot 2005; Routledge Revivals, Abingdon 2018
- The Church and Other Faiths: The World Council of Churches, the Vatican, and Interreligious Dialogue. European University Studies, Series XXIII, Vol. 906. Peter Lang, Bern 2010
- Being Open, Being Faithful: The Journey of Interreligious Dialogue. World Council of Churches  Publications, Geneva 2014
- Christian Engagement with Islam: Ecumenical Journeys since 1910. Brill, Leiden & Boston 2017
- Religion and Extremism: Rejecting Diversity. Bloomsbury, London and New York 2018
- mit Charles Tieszen (Hg.): Christian-Muslim Relations. A Bibliographical History. Band 15, Thematic Essays (600-1600), Brill, Leiden 2020

### Aufsätze
- Religious Pluralism and Dialogue. In: Charles Tieszen (Hg.): Theological Issues in Christian-Muslim Dialogue. Wipf & Stock, Eugene, OR 2018, S. 112–24.
- Inter-(ecclesial)-cultural Learning as Receptive Ecumenism: Prospects for an Intra-Christian Dialogue. In: Internationale Kirchliche Zeitschrift. Band 109, 2019, S. 39–50.
- Reacting to Islam: Islamophobia as a form of extremism. In: John L. Esposito and Derya Iner (Hg.): Islamophobia and Radicalization: Breeding Intolerance and Violence. Palgrave Macmillan, 2019, S. 35–53.
- Dialogue and Christian-Muslim relations. In: Hans Gustafson (Hg.): Interreligious Studies: Dispatches from the Field. Baylor University Press, Waco, TX 2020, S. 254–262.